# Maršov
Maršov (deutsch Marschow, früher Marschau) ist eine Gemeinde in Tschechien. Sie liegt zehn Kilometer östlich von Velká Bíteš und gehört zum Okres Brno-venkov.

## Geographie
Maršov befindet sich in der Bobravská vrchovina am südöstlichen Fuße der Krajina (514 m) in der Quellmulde des Baches Maršovský potok. Das Dorf liegt am Rande des Naturparks Údolí Bílého potoka. Gegen Süden liegt das tief eingeschnittene Tal des Bílý potok.
Nachbarorte sind Deblín und Pejškov im Norden, Heroltice im Nordosten, Lažánky im Osten, Hvozdec im Südosten, Šmelcovna, Lažánský Mlýn und Javůrek im Süden, Maršovský Mlýn, Javůrecký Mlýn und Lesní Hluboké im Südwesten, Radoškov im Westen sowie Svatoslav und Braníškov im Nordwesten.

## Geschichte
Die erste schriftliche Erwähnung des Ortes erfolgte am 1. Juli 1299, als die Witwe des Meißner Burggrafen Bernhard von Hartenstein, Gerdrudis de Deblyn, die Burg und Herrschaft Deblín einschließlich der Dörfer Brisen, Noua uilla, Gestreb, Qualeschau, Blahonitz, Prosetin, Wesselitz, Chechna, Pischcan, Zaherleins, Braneschau, Marschau, Podole, Teblowitz und Oleschitz zum Seelenheil des Königs Wenzel II. und seiner verstorbenen Frau Guta von Habsburg sowie ihres eigenen und dem ihres verstorbenen Mannes an den Deutschritterorden überließ. Vermutlich wegen der darin zur Bedingung gesetzten hohen Leibrente und der Ereignisse in Böhmen zur Zeit des Aussterbens der Přemysliden nahm der Orden die Schenkung nicht an.
Nachfolgende Besitzer der Herrschaft waren Gertruds Schwager Tas von Lomnice und ab 1312 dessen Witwe Katharina, geborene von Deblin. Die Herren von Lomnice hielten den Besitz bis 1415 und verkauften ihn dann an Archleb von Veteřov. Während der Hussitenkriege wurde die Gegend geplündert, die Dörfer Čeblovice und Žďárec erloschen gänzlich. Besitzer der Herrschaft Deblín wurden zu dieser Zeit die Herren von Boskowitz, die die Herrschaft 1466 an die königliche Stadt Brünn verkauften. Bis zur Mitte des 19. Jahrhunderts gehörte Maršov dann immer zu Brünn. 1722 entstand südlich des Dorfes im Tal des Bílý potok die Eichhornhütte (Veverská huť). Die Eisenhütte produzierte bis 1850. In den Jahren 1842 bis 1846 erfolgte der Bau der Straße von Veverská Bítýška nach Deblín.
Nach der Aufhebung der Patrimonialherrschaften bildete Maršov ab 1850 eine Gemeinde in der Bezirkshauptmannschaft Brünn und dem Gerichtsbezirk Tischnowitz. 1851 wurde eine Ziegelei gegründet. 1863 entstand ein neues Schulhaus, zwei Jahre später wurden auch die Kinder aus Braníškov nach Maršov eingeschult. Während des Deutschen Krieges plünderten die Preußen das Dorf und schleppten die Cholera ein an der 30 Einwohner verstarben. 1869 lebten in den 80 Häusern des Dorfes 531 Menschen. Ab 1897 gehörte die Gemeinde Maršov zum Bezirk Tischnowitz. Im Jahre 1900 hatte Maršov 625 Einwohner, davon zwei Deutsche, und bestand aus 101 Häusern. Die Freiwillige Feuerwehr gründete sich 1903.
1906 begann zwischen Maršov und Lažánky der Abbau von Kaolin. Zwischen der Kaolingrube und dem Bahnhof Veverská Bítýška entstand 1911 eine Seilbahn, die das Kaolin zur Bahnstrecke Kuřim–Veverská Bítýška transportierte. 1921 hatte der Ort 640 Einwohner und 1930 waren es 588. Infolge der Weltwirtschaftskrise wurde 1932 die Produktion im Kaolinwerk eingestellt. In den letzten Tagen des Zweiten Weltkrieges versenkte die Wehrmacht auf dem Rückzug vor der Roten Armee in der abgesoffenen Kaolingrube Militärtechnik. 1954 wurde aus dem Kaolinsee ein Raupenschlepper Ost RSO/03 geborgen. Im Jahre 1961 wurde die Gemeinde dem Okres Brno-venkov zugeordnet.

## Gemeindegliederung
Für die Gemeinde Maršov sind keine Ortsteile ausgewiesen. Zu Maršov gehört die Ansiedlung Šmelcovna (Schmelzhütte).

## Ehrenbürger
- 1936: Tomáš Garrigue Masaryk

## Sehenswürdigkeiten
- Kapelle, erbaut 1907–1908
- Gedenkstein für die Opfer des Ersten Weltkrieges, geschaffen 1930. Das aus „Eisensteinen“[2] (dem lokalen Eisenerzgestein) hergestellte Denkmalsockel wird von einer stehenden Löwenfigur gekrönt.
- Friedhof Na Vobůrce am westlichen Ortsrand, angelegt um 1700. Auf dem Friedhof befindet sich ein 1866 geschaffenes Denkmal für die Opfer des Deutschen Krieges.
- Kapelle in Šmelcovna
- Naturpark Údolí Bílého potoka
- Naturschutzgebiet Slunná, Reste eines urwaldähnlichen Tannen-Buchenwaldes, nordöstlich des Dorfes
- Kaolinsee, östlich von Maršov